# Сованьон
Сованьо́н (фр. Sauvagnon) — коммуна во Франции, находится в регионе Аквитания. Департамент — Атлантические Пиренеи. Входит в состав кантона Тер-де-Люи и Кото-дю-Вик-Бий. Округ коммуны — По.
Код INSEE коммуны — 64511.

## География
Коммуна расположена приблизительно в 650 км к югу от Парижа, в 160 км южнее Бордо, в 12 км к северу от По.

### Климат
Климат тёплый океанический. Зима мягкая, средняя температура января — от +5°С до +13°С, температуры ниже −10 °C бывают редко. Снег выпадает около 15 дней в году с ноября по апрель. Максимальная температура летом порядка 20-30 °C, выше 35 °C бывает очень редко. Количество осадков высокое, порядка 1100 мм в год. Характерна безветренная погода, сильные ветры очень редки.

## Население
| Год  | Численность | Численность |
| ---- | ----------- | ----------- |
| 2013 | 3118        |             |
| 2015 | 3188        | [ 8 ]       |
| 2016 | 3392        | [ 9 ]       |
| 2017 | 3313        | [ 10 ]      |
| 2018 | 3362        | [ 11 ]      |
| 2019 | 3411        | [ 12 ]      |
| 2020 | 3460        | [ 13 ]      |
| 2021 | 3484        | [ 14 ]      |
| 2022 | 3542        | [ 4 ]       |

## Администрация
| Период | Период | Фамилия        | Партия                  | Примечания |
| ------ | ------ | -------------- | ----------------------- | ---------- |
| 1923   | 1954   | Бертран Малаба |                         |            |
| 1954   | 1983   | Жан Перуле     |                         |            |
| 1983   | 1989   | Шарль Малаба   |                         |            |
| 1989   | 2020   | Жан-Пьер Пе    | Социалистическая партия |            |

## Экономика
В 2010 году среди 1924 человек трудоспособного возраста (15-64 лет) 1432 были экономически активными, 492 — неактивными (показатель активности — 74,4 %, в 1999 году было 64,8 %). Из 1432 активных жителей работали 1315 человек (694 мужчины и 621 женщина), безработных было 117 (57 мужчин и 60 женщин). Среди 492 неактивных 208 человек были учениками или студентами, 174 — пенсионерами, 110 были неактивными по другим причинам.

## Достопримечательности
- Церковь Св. Марии Магдалины (1852 год)[16]

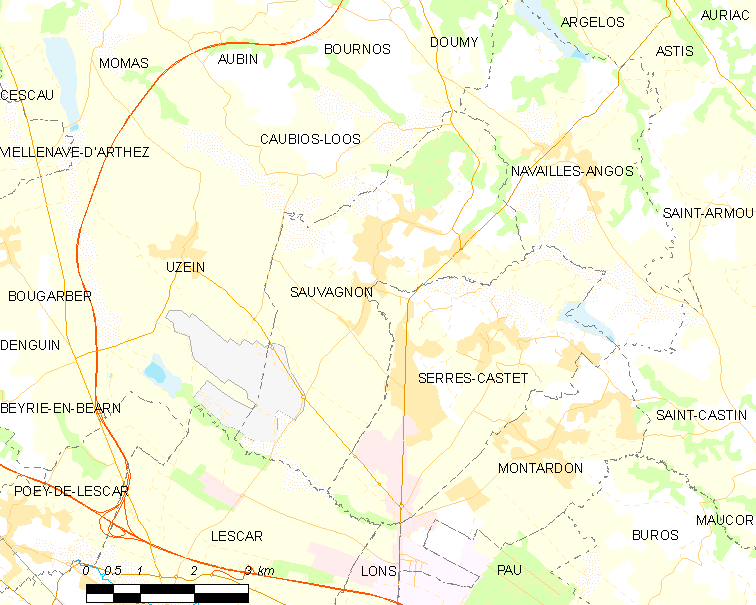
Карта коммуны